# NHK富竹ラジオ放送所
NHK富竹ラジオ放送所（エヌエイチケイとみたけラジオほうそうしょ）は、長野県長野市にあるNHK長野放送局の中波放送（ラジオ第1、ラジオ第2）の送信所である。

## 概要
- 1983年10月14日稼働開始。それまでは、当時長野市城山にあった、NHK長野放送会館の屋上にラジオの放送所を設けていた[1]。
- 当放送所は、長野県内におけるNHK中波放送の基幹局となっており、北信地方などの広範囲に電波を発射している。
- 当放送所の住所は、長野市富竹1590番地にある。
- 当放送所の稼働開始時には、長野局のラジオ第1放送の出力が、それまでの1kWから5kWに増力された[1]（ラジオ第2は変更なし）。
- なお、総合テレビとEテレ及びFM放送の送信所については美ヶ原#放送局送信所を参照のこと。

## 送信施設概要
| 周波数(kHz) | 放送局名         | コールサイン | 空中線電力 | 放送対象地域 | 放送区域内世帯数 | 空中線形式           |
| ----------- | ---------------- | ------------ | ---------- | ------------ | ---------------- | -------------------- |
| 819         | NHK長野ラジオ第1 | JONK         | 5kW        | 長野県       | 約43万世帯       | 3方5段支線式円管鉄柱 |
| 1467        | NHK長野ラジオ第2 | JONB         | 1kW        | 全国         | 約17万世帯       | 3方5段支線式円管鉄柱 |